# Новоангарский сельсовет
Новоангарский сельсовет - сельское поселение в Мотыгинском районе Красноярского края.
Административный центр — посёлок Новоангарск.

## История
Статус и границы сельского поселения определены Законом Красноярского края от 25 февраля 2005 года «Об установлении границ и наделении соответствующим статусом муниципального образования Мотыгинский район и находящихся в его границах иных муниципальных образований»

## Население
| 2010 | 2012  | 2013  | 2014  | 2015  | 2016  | 2017  |
| ---- | ----- | ----- | ----- | ----- | ----- | ----- |
| 1380 | ↗1415 | ↗1445 | ↘1360 | ↗1408 | ↗1426 | ↘1364 |

## Состав сельского поселения
В состав сельского поселения входят 2 населённых пункта:
| № | Населённый пункт | Тип населённого пункта          | Население |
| - | ---------------- | ------------------------------- | --------- |
| 1 | Новоангарск      | посёлок, административный центр | 1307      |
| 2 | Татарка          | посёлок                         | 73        |

## Местное самоуправление
Новоангарский сельский Совет депутатов
Дата избрания: 14.03.2010. Срок полномочий: 5 лет. Количество депутатов:  10
Глава муниципального образования
- Потапова Надежда Александровна. Дата избрания: 14.03.2010. Срок полномочий: 5 лет